# Siggi Hofer
Siggi Hofer (* 1970 in Bruneck, Südtirol) ist ein italienisch-österreichischer Künstler.

## Leben
Hofer besuchte von 1991 bis 1993 die Meisterschule Malerei bei Gerhard Lojen an der HTBLVA Graz-Ortweinschule und von 1994 bis 1999 die Universität für angewandte Kunst Wien. Von 2001 bis 2005 gehörte er der Künstlergruppe „Rain“ an, einer im Jahr 2000 in Los Angeles gegründeten Gruppe von Künstlern, Architekten und Kuratoren. 2001 bekam er einen Lehrauftrag der Technischen Universität Wien.
Hofer lebt und arbeitet in Wien.

## Auszeichnungen
- 2009 Otto-Mauer-Preis[4]
- 2010 Paul-Flora-Preis
- 2012 Kunstpreis der Stadt Innsbruck für Bildhauerei

## Ausstellungen
- 2005: Weit und breit kein Ende, Galerie Eva Presenhuber, Zürich
- 2005: Voglio spazio per crescere, Galerie Kunstbuero, Wien
- 2006: Im 80. Stockwerk, Strabag Art Lounge, Wien
- 2006: I’m just a girl who says what she feels, Galerie Museum Bozen
- 2007: I forgot 1988, Galerie Meyer Kainer, Wien
- 2008: 14 tote Kinder, Neue Galerie Graz
- 2009: Heilige Freiheit, Kunsthalle Krems
- 2009: Gott ist aus Gold, Hospitalhof Stuttgart
- 2010: Handlung, Project-wall, Kunsthalle Wien
- 2010: Der gute Verkäufer, Galerie Meyer Kainer, Wien
- 2011: I Wish I Were a Stone, Temporary Gallery Köln
- 2011: Zwei himmelblaue Augen, Tauferer Tor Turmm, Glurns, Südtirol

## Publikationen
- Moby Dick Filet No 132 – The Symphony. Harpune, Wien 2011, ISBN 978-3-902835-05-5.
- U. Harpune, Wien 2013, ISBN 978-3-903348-04-2.